# بيدرو ريكينا (لاعب كرة قدم)
بيدرو ريكينا (بالإسبانية: Pedro Requena)‏ هو لاعب كرة قدم ومدرب كرة قدم بيروفي في مركز الدفاع، ولد في 15 أكتوبر 1960 في كاياو في بيرو. شارك مع منتخب بيرو لكرة القدم. أما مع النوادي، فقد لعب مع سبورت بويز ونادي ميلغار أريكيبا ونادي يونيفرسيتاريو.

## وصلات خارجية
- بيدرو ريكينا (لاعب كرة قدم) على موقع قاعدة بيانات كرة القدم.إي يو (الإنجليزية)
- بيدرو ريكينا (لاعب كرة قدم) على موقع ناشيونال فوتبول تيمز (الإنجليزية)